# ألفرد أ. كوهن
ألفرد أ. كوهن (بالإنجليزية: Alfred A. Cohn) (و. 1880 – 1951 م) هو كاتب سيناريو، وصحفي أمريكي، ولد في فري بورت، توفي في لوس أنجلوس، عن عمر يناهز 71 عاماً.

## وصلات خارجية
- ألفرد أ. كوهن على موقع IMDb (الإنجليزية)
- ألفرد أ. كوهن على موقع أول موفي (الإنجليزية)
- ألفرد أ. كوهن على موقع قاعدة بيانات الفيلم (الإنجليزية)